# Jindřichov (Morávia-Silésia)
Jindřichov é uma comuna checa localizada na região de Morávia-Silésia, distrito de Bruntál‎.